# الکس دایر (بازیکن فوتبال، زاده ۱۹۶۵)
الکس دایر (انگلیسی: Alex Dyer؛ زادهٔ ۱۴ نوامبر ۱۹۶۵) بازیکن فوتبال اهل بریتانیا است.
از باشگاه‌هایی که در آن بازی کرده‌است می‌توان به باشگاه فوتبال چارلتون اتلتیک، باشگاه فوتبال کریستال پالاس، باشگاه فوتبال هال سیتی، باشگاه فوتبال بارنت، باشگاه فوتبال بلکپول، باشگاه فوتبال آکسفورد یونایتد، باشگاه فوتبال لینکولن سیتی، باشگاه فوتبال هادرزفیلد تاون، باشگاه فوتبال کینگستونیان، و باشگاه فوتبال نوتس کانتی اشاره کرد.